# Grote Kyz-Kala

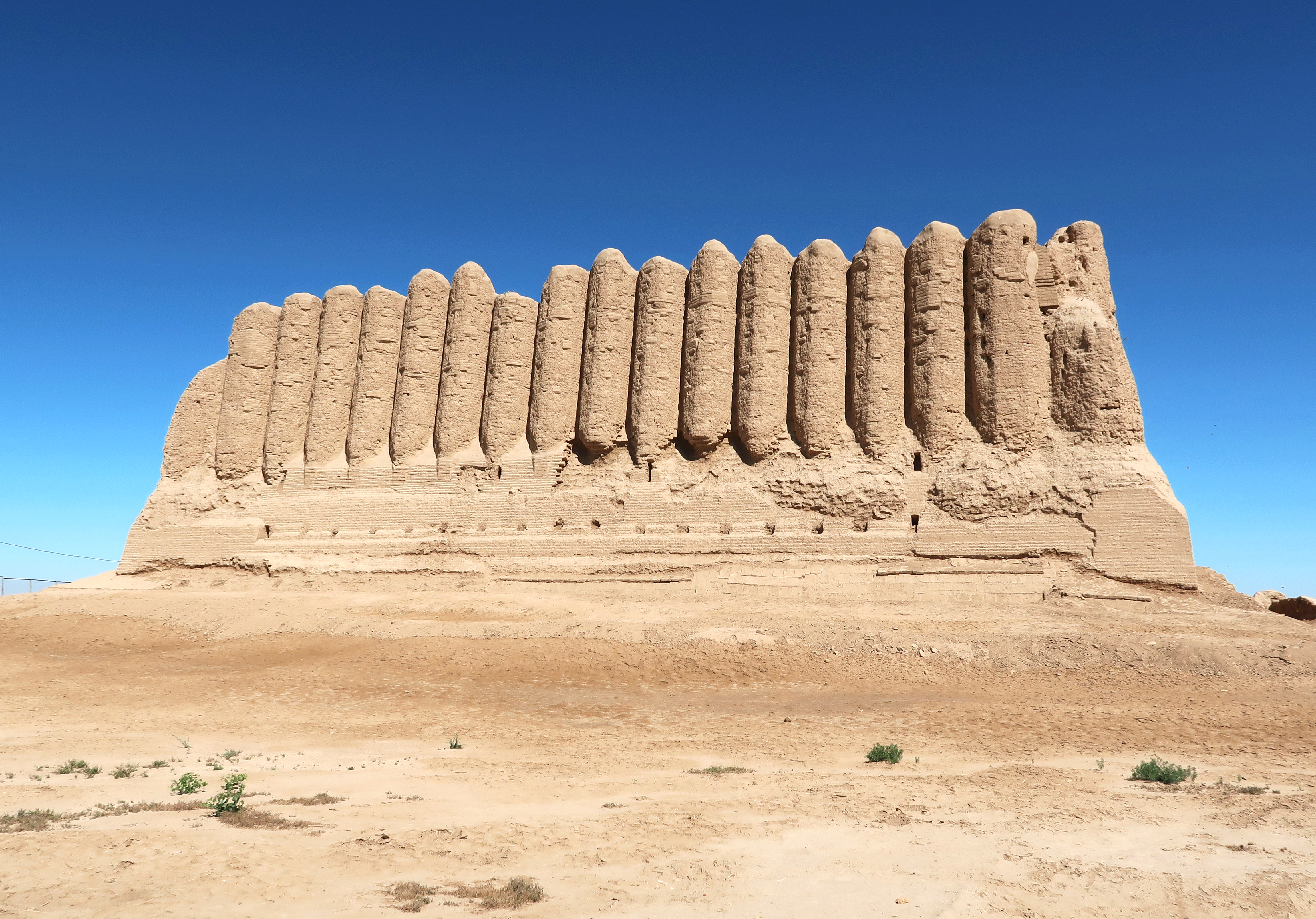
Great Kyz Kala in Merv, Turkmenistan

De Grote Kyz-Kala is een voormalig fort (7e – 8e eeuw) op de archeologische site van Merv of Antiochië in Margiana, in Turkmenistan. Merv lag vroeger op de Zijderoute.

## Beschrijving
De hele site van Merv is Unesco Werelderfgoed ongeacht de bouwperiode. De Grote Kyz-Kala is het grootste van vijf forten rond de vesting Sultan Kala, deel van Merv. De toevoeging "Grote" wijst hierop. Kala betekent fort en om het onderscheid te maken met Sultan Kala spreken archeologen soms over Kyz-Kala als een köshk of versterkt huis.
Het fort is gebouwd uit leemsteen. Tijdens het Perzisch bestuur van de Sassaniden werd de Grote Kyz-Kala opgetrokken, meer bepaald in de 7e – 8e eeuw. Ook na het Perzisch bestuur werd er verder gebouwd, tot in de 12e eeuw door Arabieren. Mogelijks was de Grote Kyz-Kala het huis van de Perzische gouverneur van Merv. In 1221 veroverden de Mongolen Merv en stopten de bouwwerken.
Het benedendeel is een groot platform van twee meter hoog en in de vorm van een rechthoek van 46 x 36 meter. Op het platform staan muren van tien meter hoog, een totale hoogte van twaalf meter. De muren omsloten kamers op de eerste en tweede verdieping. De eerste verdieping bevatte zestien grote kamers rond een binnenplaats; de tweede verdieping waarschijnlijk achttien kamers. Op de eerste verdieping bevonden zich de stapelhuizen , de tweede verdieping was de residentie van een belangrijke familie.
Door de constructie met dikke muren moet het binnen in de woning koel zijn bij hete temperaturen buiten. Elke rib in de muur steekt uit met de vorm van een halve achthoek. De rib steekt scherp uit naar buiten en eindigt bovenaan ook met een scherpe hoek. Op het dak stonden vroeger houten platforms. De houten platforms zijn verdwenen maar hadden een rol bij de verdediging van de woning.
De ingangspoort lag aan de oostzijde. Door erosie en vernietiging is het thans gemakkelijker binnen te wandelen langs een gat in de noordzijde.